# Em Família (film)
Em Família è un film brasiliano del 1971, diretto e interpretato da Paulo Porto. La pellicola venne presentata al Festival cinematografico internazionale di Mosca; Porto fu premiato per la migliore regia. 